# La Vie d'une courtisane
Pour plus de détails, voir Fiche technique et Distribution.
La Vie d'une courtisane (あさき夢みし, Asaki yumemishi) est un film japonais réalisé par Akio Jissōji. Le film est inspiré de l'œuvre de Dame Nijō, Towazugatari.

## Synopsis
Le film suit la vie de Shijō, une jeune concubine de l'empereur Go-Fukakusa à Kyoto au XIIIe siècle.

## Fiche technique
- Titre : La Vie d'une courtisane[2]
- Titre original : あさき夢みし (Asaki yumemishi?)
- Réalisateur : Akio Jissōji
- Scénario : Makoto Ōoka
- Photographie : Masao Nakabori
- Montage : Keiichi Hōka
- Décors : Senkichi Iketani
- Éclairages : Kenji Ushiba
- Producteur : Akira Tōjō et Toshihiro Okada
- Société de production : Art Theatre Guild et Nakasekai Production
- Musique : Ryōhei Hirose
- Chants traditionnels : Michiko Akao
- Pays d'origine :  Japon
- Format : couleurs - 2,35:1 - Format 35 mm - son mono
- Genre : drame
- Durée : 120 minutes[3]
- Date de sortie :
  - Japon : 26 octobre 1974[3]

## Distribution
- Janet Hatta : Shijō
- Kotobuki Hananomoto : l'empereur
- Minori Terada : Kiri no Akatsuki / Sanekane, l'amant de Shijō
- Shin Kishida : Ajiri, le demi-frère de l'empereur
- Yatsuko Tan'ami : Omiya-in
- Chisako Hara : Mei, la servante de Shijō
- Yasuko Sanjō : Dame Itsukinomiya
- Eishin Tōno : Konoe

## Autour du film
Asaki yumemishi (あさき夢みし) est un terme bouddhique qui peut se traduire par « Rêvant dans la surface » et qui fait référence au monde illusoire dans lequel vivent les hommes. C'est une référence directe à l'œuvre du XIe siècle de Murasaki Shikibu, Le Dit du Genji, où l'expression apparait après la mort de Dame Murasaki, l'amante du Prince Genji.